# Sucuri-amarela
A sucuri-amarela ou anaconda-amarela (Eunectes notaeus) é uma espécie de cobra família Boidae originária de América do Sul. É menor que a sucuri-verde (Eunectes murinus) e por isso, suas presas são menores. Não é peçonhenta e mata suas presas por constrição.

## Etimologia
Sucuri é um nome oriundo do tupi sukuriju, donde proveio o nome alternativo do animal, sucuriju.

## Descrição
Possui um comprimento de 2,4 a 4,6 metros de comprimento e uma massa média de 30 kg, embora possa alcançar os 40 kg. As fêmeas normalmente são maiores do que os machos. Sucuris-amarelas recém nascidas medem cerca de 60 cm.

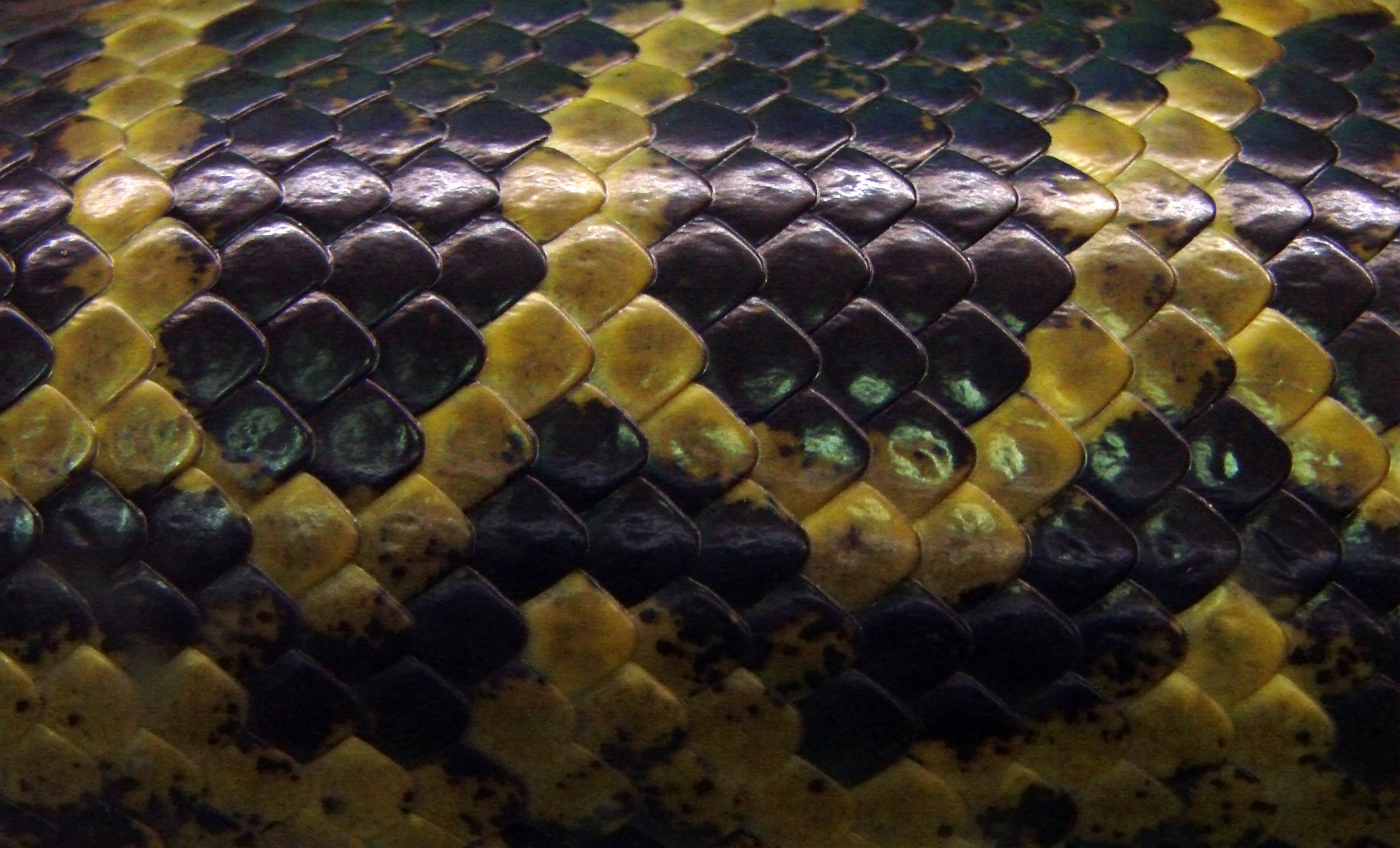
Escamas de uma sucuri-amarela.

## Reprodução
Sucuris-amarelas são monogâmicas em série e possuem um período de gestação de 6 meses. Entre Abril e Maio, esta espécie forma "bolas de reprodução", um aglomerado de machos em volta de uma única fêmea. Estes grupos costumam ficar juntos por aproximadamente um mês. São ovovivíparas e o número de filhotes em uma ninhada varia entre 4 e 82, sendo que o número médio é 40. Sucuris-amarelas atingem a maturidade sexual entre 3 e 4 anos de idade.

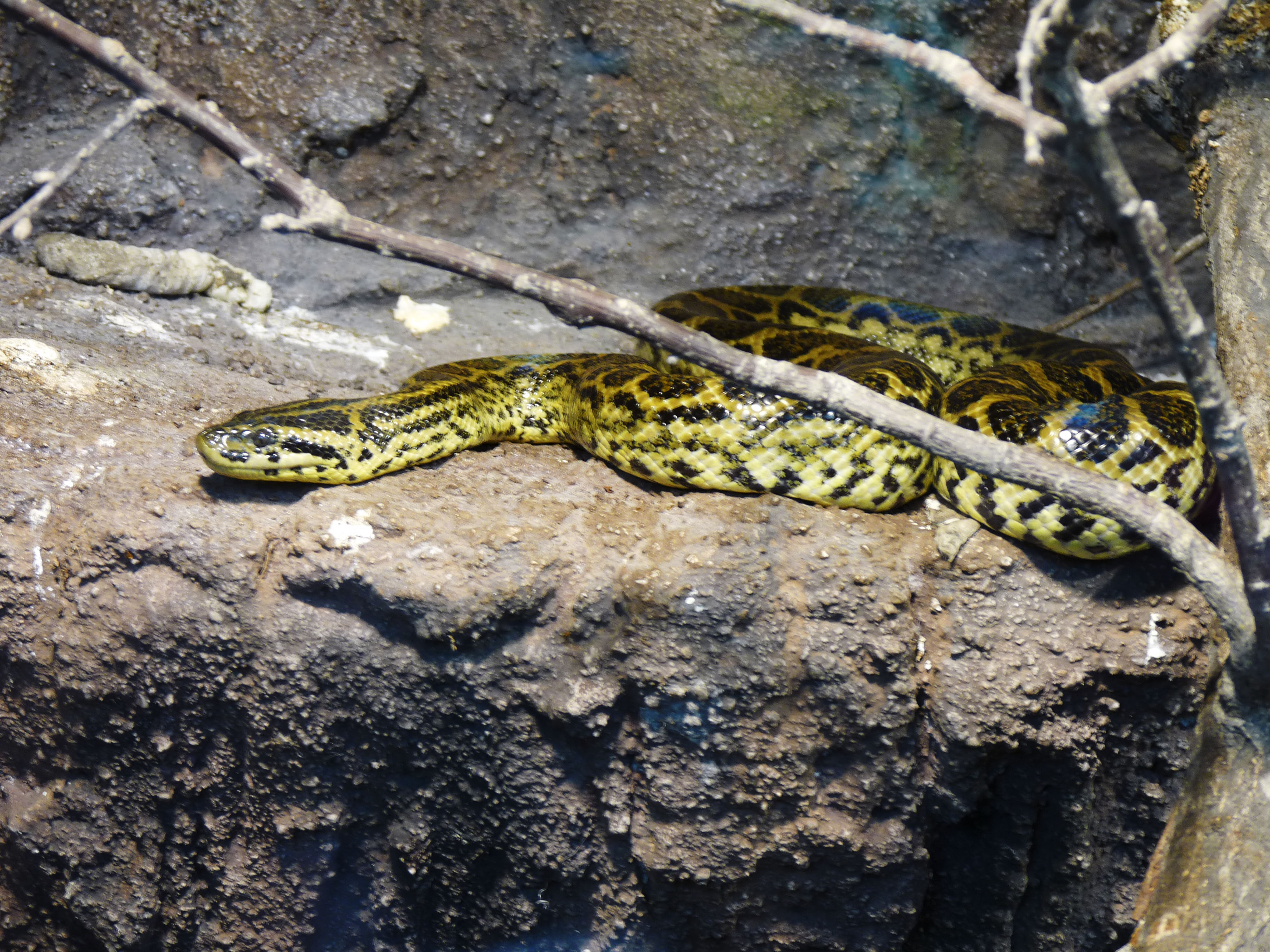
Em um zoológico em Hluboká nad Vltavou, República Checa.

## Distribuição geográfica
Habita pântanos e brejos, embora também possa ser vista em florestas e cavernas. É encontrada, na Argentina, Bolívia, Paraguai, Uruguai e nas regiões Sul, Sudeste e Centro-Oeste do Brasil. Em agosto de 2018, uma cobra como essa de 2 m de comprimento foi descoberta no lago Latumer, em Latum, Meerbusch, na Alemanha.

## Alimentação
Sua alimentação consiste basicamente de aves, ovos, peixes, répteis (incluindo jacarés), pequenos mamíferos e até mesmo cervos, caititus e capivaras. Possui uma dentição especializada denominada de dentição ágifa que consiste em vários dentes pequenos e finos curvados para trás o que impede que a presa escape e torne mais fácil a realização da constrição.